# Штейнберг, Борух
Бо́рух Ште́йнберг (17 декабря 1897, Перемышляны, Австро-Венгрия — 12 апреля 1940, Катынь, Смоленская область, СССР) — польский военный раввин. Исполняющий обязанности главного раввина Войска Польского в 1933—1939 годах. Старший раввин II класса (1934). Жертва Катынского расстрела. Кавалер Ордена Белого Орла (посмертно).

## Биография
Борух Штейнберг родился 17 декабря 1897 в местечке Перемышляны в Австро-Венгрии (сейчас Львовская область, Украина), в семье Шмайи и Гендли (девичья фамилия Векслер) Штейнбергов. Учился на факультете ориенталистики и истории Университета Стефана-Батория в Вильно. Был членом Польской Военной Организации.
Вместе с другими 400 членами организации принимал участие в боях за Львов в 1919 году, уже как раввин. В 1928 году стал кадровым священнослужителем Войска Польского, на должности раввина корпусных округов I (Варшава), III (Гродно) и V (Краков). В 1933 году исполнял обязанности главы Канцелярии Моисеевого духовенства, а в 1935—1939 — главы Главной Военной Канцелярии Моисеева Духовенства при Бюро Некатолических Религий Министерства Военных Дел.
1 сентября 1939, во время Сентябрьской войны, был одним из семи кадровых раввинов Войска Польского. Был главой Канцелярии Некатолических Религий армии «Краков». После вступления СССР в войну попал в советский плен. Содержался в Старобельском лагере, откуда был вывезен 24 декабря 1939, в рамках акции НКВД по аресту священников и капелланов всех религий в сочельник 1939 года. Содержался в Бутырской тюрьме в Москве, откуда в марте 1940 был возвращён в лагерь, затем перевезён в Юхнов, а потом в Козельск. 12 апреля 1940 года был вывезен в Катынь.
Существуют свидетельства о необычной религиозной солидарности пленных офицеров. Бронислав Млынарский писал:

Так велика и необходима была потребность общей молитвы Господу, что пленные иудеи, протестанты, православные — массово участвовали в католических обрядах…. Иногда вместе шли в пятницу вечером под своды маленького сарая…где ряды евреев возносили горячие молитвы на иврите, под руководством капеллана др. Штейнберга.
Министр национальной обороны Польши приказом № 439/MON от 5 октября 2007 года посмертно произвёл майора Боруха Штейнберга в звание подполковника.

## Награды
- Золотой Крест Заслуги (1937)[5][6]
- Орден Белого Орла (11 ноября 2018; посмертно) как выражение высочайшего уважения за выдающиеся заслуги, совершенные во славу, благо и пользу Республики Польша, по случаю Национального празднования 100-летия восстановления независимости Республики Польша[7]